# Time-to-Digital-Converter
Time-to-Digital-Converter (TDC) sind elektronische Baugruppen, die kurze Zeitintervalle messen und in eine digitale Ausgabe umwandeln. Streng genommen fallen darunter auch einfache Frequenzzähler. Es ist jedoch üblich, nur dann von einem TDC zu sprechen, wenn die Zeitauflösung besser ist als sich direkt mit Zählern erreichen lässt. Derzeit ist dies ab einer Auflösung von etwa 1 ns der Fall.

## Single-Hit-TDCs
Ein Single-Hit-TDC ist nach einer Messung nicht sofort wieder einsatzbereit, sondern hat eine Totzeit, die im Vergleich zum gemessenen Intervall relativ hoch ist. Wenn diese Einschränkung akzeptabel ist, z. B. in der Triggerlogik eines Oszilloskops, kann die Zeitmessung indirekt erfolgen und eine höhere Auflösung erreicht werden. Derzeit bis hinunter zu etwa 100 Femtosekunden. Der TDC bedient sich der Nutzung von Gatterlaufzeiten in frequenzstabilisierten Ringoszillatoren, wobei eine Phasenregelschleife mit Quarzreferenz die Betriebsspannung des Ringoszillators regelt.

## Multi-Hit-TDCs
Wenn mehrere Ereignisse sehr dicht hintereinander gemessen werden müssen, kommen in der Regel Techniken zum Einsatz, die einen Taktzyklus direkt interpolieren, oft über selbstkalibrierende Gatterverzögerungsketten. Solche TDCs erreichen Auflösungen bis hinunter zu etwa 10 Pikosekunden.
Ein solcher TDC gibt nicht die Größe eines einzelnen Zeitintervalls aus, sondern eine Liste mit Pulsankunftszeiten.
Einsatzgebiete für Multi-Hit-TDCs sind z. B.:
- Massenspektrometer
- LIDAR
- experimentelle Grundlagenforschung, insbesondere Atomphysik.
- Zeitkorrelierte Einzelphotonenzählung

## Bauformen
Als Time-to-Digital-Converter bezeichnet man sowohl integrierte Schaltkreise, diskret aufgebaute Schaltungsteile, Systemkomponenten, (z. B. PC-Einsteckkarten) als auch Stand-Alone-Messgeräte. Letztere werden in der Regel als Time-Interval-Counter bezeichnet.
Integrierte TDC-Schaltkreise stellt in Europa die Firma Sciosense in den Niederlanden, in den USA die Firma Texas Instruments her.